# Castelo de Troja

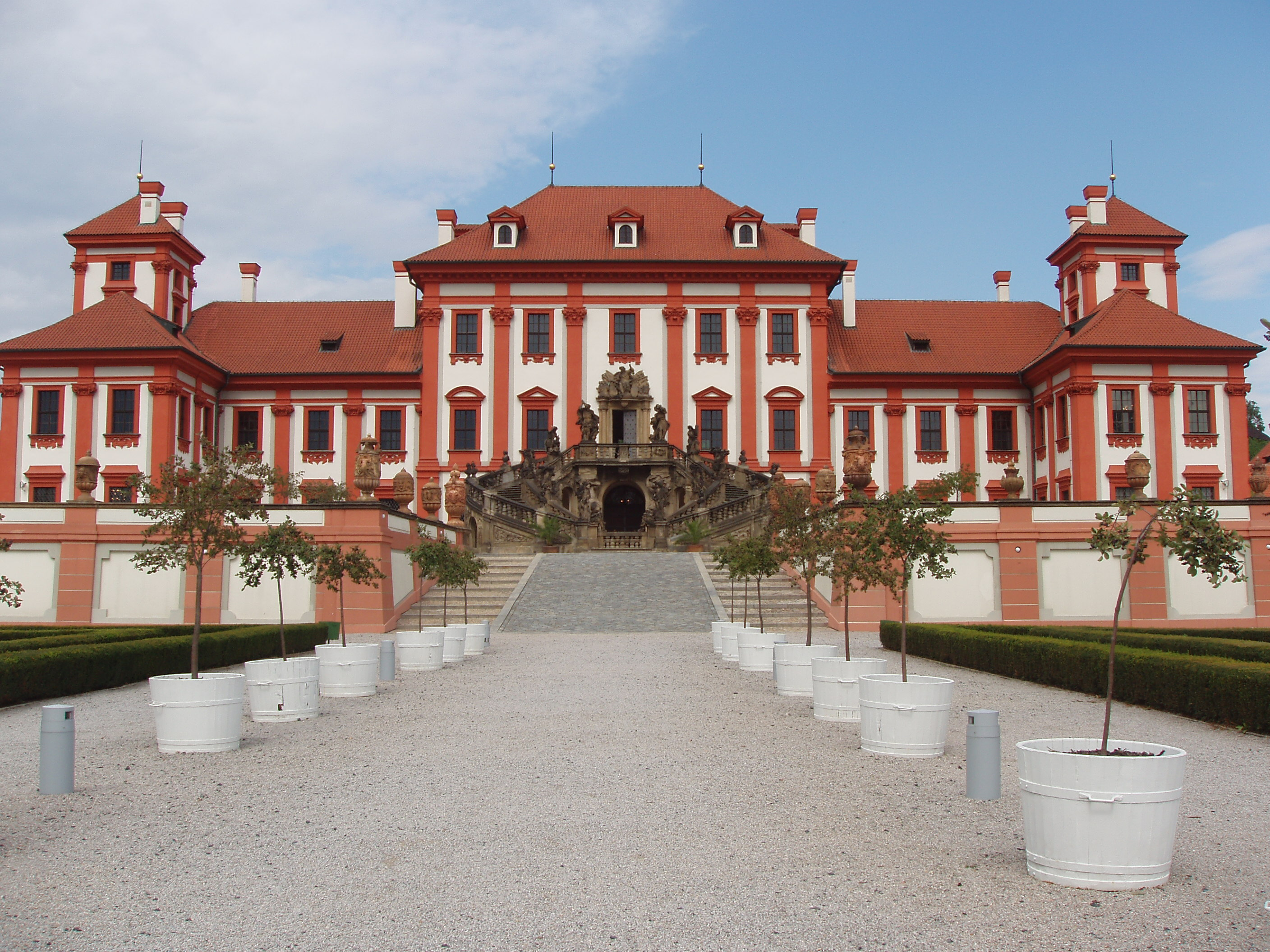
Palácio de Troja, Praga

Palácio de Troja (em tcheco/checo: Zámek Troja) é um palácio barroco localizado em Troja, distrito noroeste de Praga (República Checa). Foi construído para os Condes de Sternberg entre 1679 e 1691. O palácio é propriedade da cidade de Praga e alberga as coleções de arte checa do século XIX da Galeria da Cidade.

## Construção

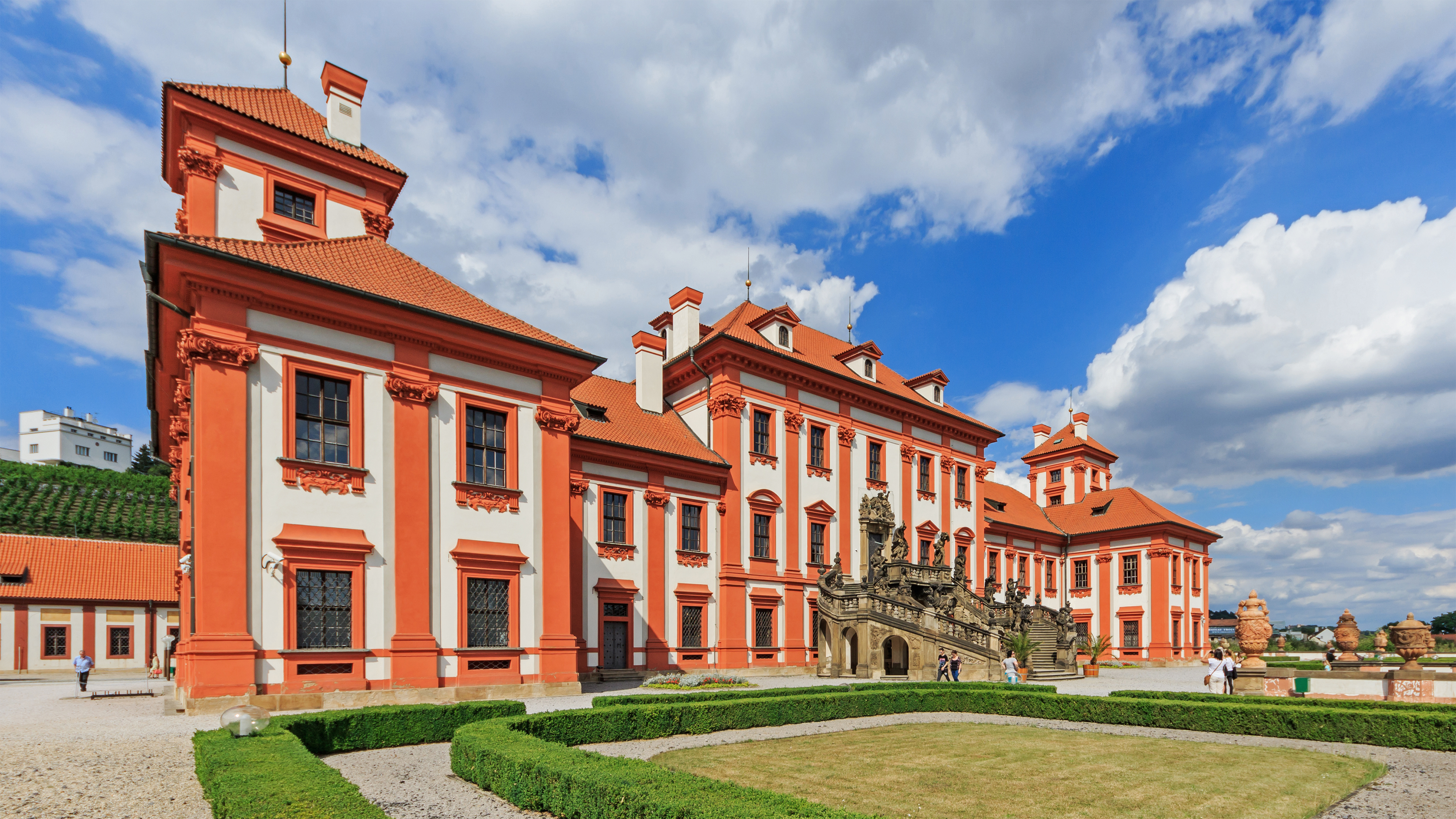
Vista do Palácio de Troja

O projecto foi influenciado pela arquitetura francesa e pela arquitetura italiana e é principalmente obra do arquiteto francês Jean Baptiste Mathey. Este último construiu também o palais Buquoy em Praga, atualmente a embaixada francesa. Antes de Mathey, Domenico Orsi trabalhou no castelo. Silvestro Carlone foi o mestre construtor.